# Peter Monteverdi

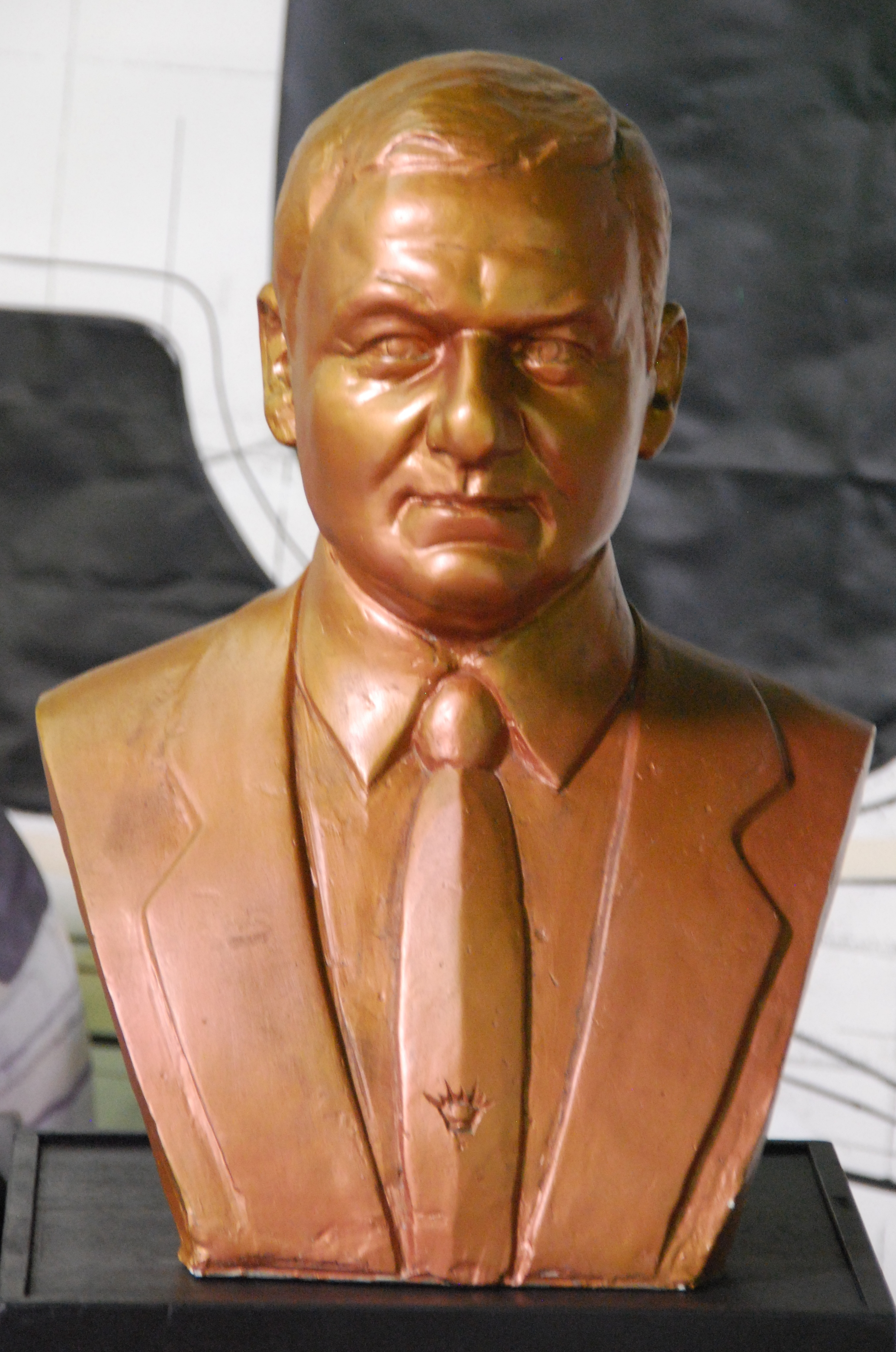
Estatua de Peter Monteverdi en su museo del automóvil en Basilea, Suiza.

Peter Monteverdi (Binningen, Suiza, 7 de junio de 1934-4 de julio de 1998) fue un fabricante suizo de automóviles y creador de una marca propia, Monteverdi, que abarcaba desde automóviles de lujo hasta todoterrenos.

## Historia
En el comienzo de su carrera, Monteverdi fue un vendedor. Fue agente para Ferrari y otras marcas internacionales prestigiosas en el comercio que heredó de su padre. En 1952, comenzó a producir sus propios automóviles bajo su nombre. En 1961, construyó el primer vehículo de Fórmula 1 suizo, con el nombre MBM (Monteverdi Basel Motors). Monteverdi compró el equipo Onyx de Fórmula 1 luego que su dueño original entrara en dificultades financieras, pero el intento de Monteverdi de conducir el equipo con estilo intervencionista y muy bajo presupuesto condujo a su rápida desaparición.
Falleció en su departamento de Binningen, ubicado directamente encima de su comercio de ensamblado de automóviles.

## Resultados

### Fórmula 1
| Año  | Equipo           | 1   | 2   | 3   | 4   | 5   | 6      | 7   | 8   | Pos. | Puntos |
| ---- | ---------------- | --- | --- | --- | --- | --- | ------ | --- | --- | ---- | ------ |
| 1961 | Piero Monteverdi | MON | NED | BEL | FRA | GBR | GER WD | ITA | USA | NC   | 0      |